# ماسیمیلیانو آلوینی
ماسیمیلیانو آلوینی (انگلیسی: Massimiliano Alvini؛ زادهٔ ۲۰ آوریل ۱۹۷۰) بازیکن فوتبال اهل ایتالیا است.